# 셀소 부갈로

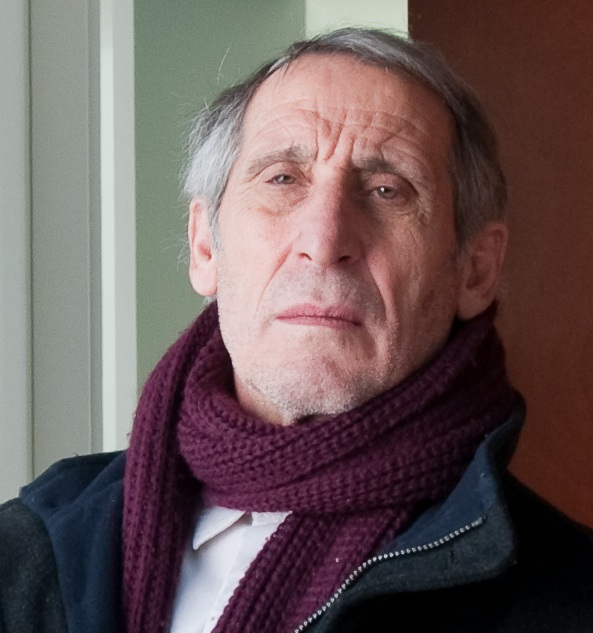

셀소 부갈로(Celso Bugallo Aguiar, 1947년 3월 12일 ~ )는 스페인의 연극 배우, 영화배우이다.

## 영화
- 트롯 (2018년)
- 디 오거 (2016년)
- 사랑이 지나간 자리 (2015년)
- 라 프로피나 (2014년)
- 사도(영어판) (2012년) - 셀소 역
- 회색 보따리를 든 여인 (2011년)
- 아마도르 (2010년)
- 거츠 (2009년)
- 아일랜드 인사이드 (2009년)
- 랩 업 (2007년)
- 토큰왁커스 (2007년)
- 푸도르 (2007년)
- 남쪽의 제왕 (2007년) - 엘 테하노 역
- 앙고스토 (2006년)
- 살바도르 (2006년)
- 나를 잊지 말아요 (2005년)
- 넥스트 라이프 (2004년)
- 씨 인사이드 (2004년)
- 목수의 연필 (2003년)
- 햇빛 찬란한 월요일 (2002년)
- 레나 (2001년)
- 마리포사 (1999년)